# 肩甲上静脈
肩甲上静脈（けんこうじょうじょうみゃく）は頭頸部の静脈の一つ。肩甲骨上方を走行する。